# کندیس مور
کندیس مور (به انگلیسی: Kendis Moore) (زادهٔ ۲۳ نوامبر ۱۹۴۸) شناگر اهل ایالات متحده آمریکا است.